# …عزیزم یک‌بار دیگر (ترانه)
«عزیزم یک بار دیگر…» (به انگلیسی: ...Baby One More Time) نخستین ترانه از خواننده اهل ایالات متحده آمریکا بریتنی اسپیرز و از آلبومی با همین عنوان (۱۹۹۹) است که در ۲۳ اکتبر ۱۹۹۸ توسط جایو رکوردز منتشر شد. این ترانه توسط مکس مارتین نوشته شده و توسط مارتین و رامی یعقوب تهیه شده‌است. «عزیزم یک بار دیگر…» یک ترانه پاپ است که به احساسات یک دختر پس از جدا شدن با دوست پسرش اشاره دارد.
این ترانه نامزد جایزه گرمی برای بهترین عملکرد آواز زن پاپ در چهل و دومین مراسم گرمی شد.